# NGC 6248
NGC 6248 هي مجرة تتبع كوكبة التنين. اكتشفها لويس سويفت في 11 أغسطس 1885.

## روابط خارجية
- NGC 6248 على موقع ويكي سكاي: DSS2, SDSS, GALEX, IRAS, Hydrogen α, X-Ray, Astrophoto, Sky Map, Articles and images